# Djouab
Djouab là một đô thị thuộc tỉnh Médéa, Algérie. Dân số thời điểm năm 2002 là 16.751 người.